# Вирже, Кира Николаевна
Кира Николаевна Вирже (псевдоним — Кира Газова; род. 2 января 1966, Омск, СССР) — российский художник, дизайнер, галерист, куратор. Учредитель и один из основателей галереи «Левая нога». Основатель и руководитель дизайн-студии «Вирже» в Омске.

## Биографические сведения
Родилась 2 января 1966 года в городе Омске. Училась в детской художественной школе №3 Омска.
В 1983-1988г.г. обучалась в Омском технологическом институте бытового обслуживания по специальности художник-технолог по моделированию костюма.
Супруг — Дмитрий Александрович Вирже, художник.

## Деятельность

### В искусстве
В 1980-х годах совместно с художником Димой Вирже собрала большую коллекцию работ советских художников, на базе которой вместе с Д. Вирже и другими компаньонами в 1990г. открыла художественную галерею «Pruzhina» в Гамбурге (Германия).
В 1998 году выступила сооснователем неформального творческого объединения Левая нога. В творческом объединении играла роль организатора творческих мероприятий и участия в выставочных проектах.
В 2016 году совместно художниками Никитой Поздняковым и Димой Вирже в  Омске открыла некоммерческий, благотворительный проект Художественная галерея Левая нога. Проект финансировался на личные средства Киры и Дмитрия Вирже.

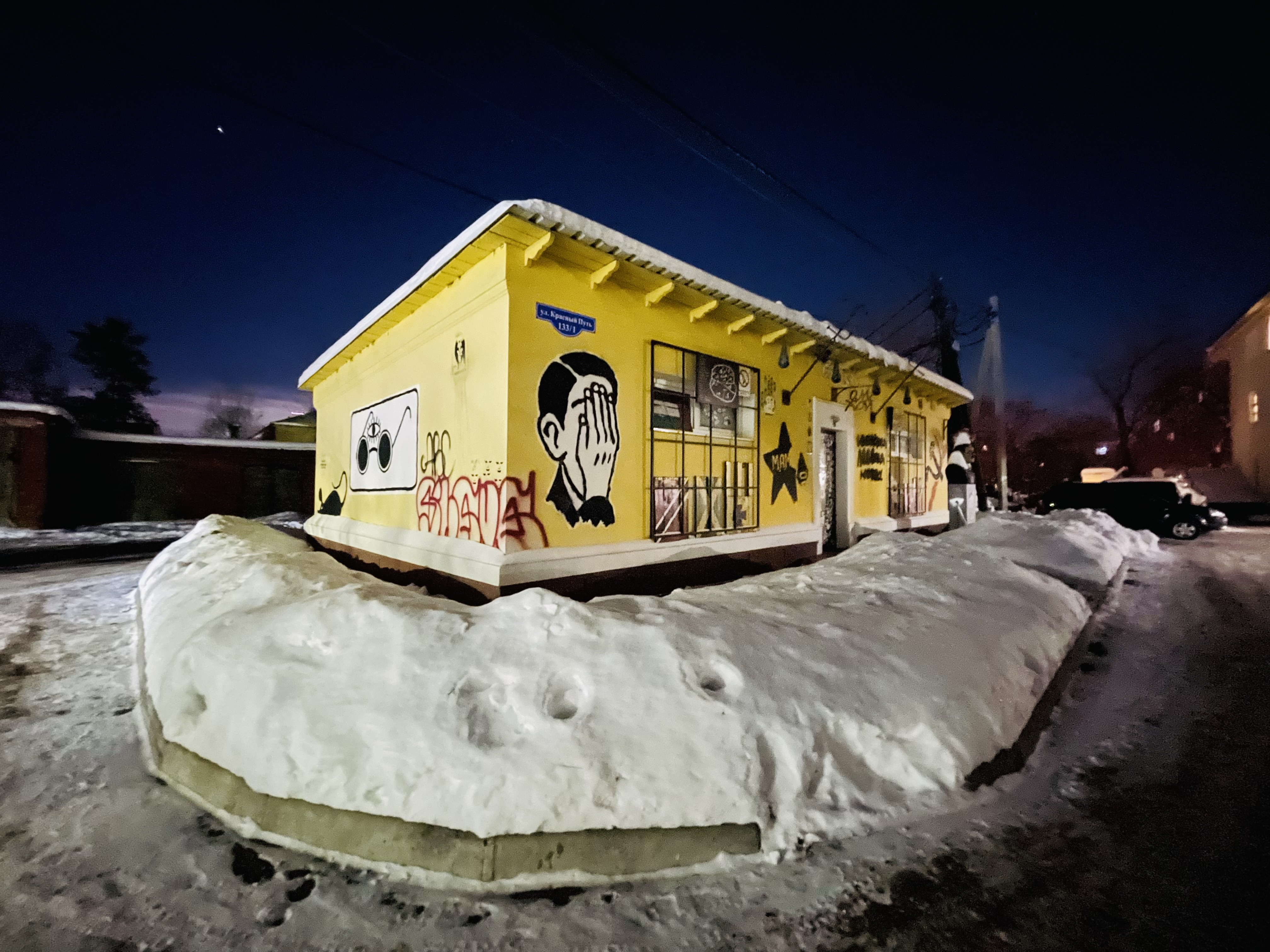
Здание галереи "Левая нога" в Омске

Идею создания галереи К.Н. Вирже выразила так:

«Сначала была идея создать некий арт-клаб-хаус, проводить творческие встречи, общаться за чашкой чая. После первой же выставки проект «Левая нога» без каких-либо усилий организаторов начал свою жизнь.» 

С момента открытия, фактически являлась куратором выставок и руководителем данного проекта, который занимается организацией перформансов,  лекций и  экскурсий, а также поддержкой андеграундных и молодых художников. В рамках деятельности галереи «Левая нога», организовала несколько совместных выставочных проектов с Городским музеем «Искусство Омска» (ГМИО).
В 2016-2023 г.г. являлась одним из издателей периодической газеты-альманаха «Прыщ» и журнала «Кошачья шерсть», посвященных андеграундному искусству Омска.
Концепцию всех проектов «Левой ноги» (творческое объединение, галерея, печатные издания) К. Н. Вирже выражает следующим образом:

«...Главная задача – никому не мешать, дать дорогу. Подходить к каждому без оценочных суждений. У нас есть девиз: «Раздвигайте границы привычной реальности». Художником может стать каждый. Нужно воплощать свои идеи в творчестве и выносить свое творчество на зрителя, тогда будет развитие.» 

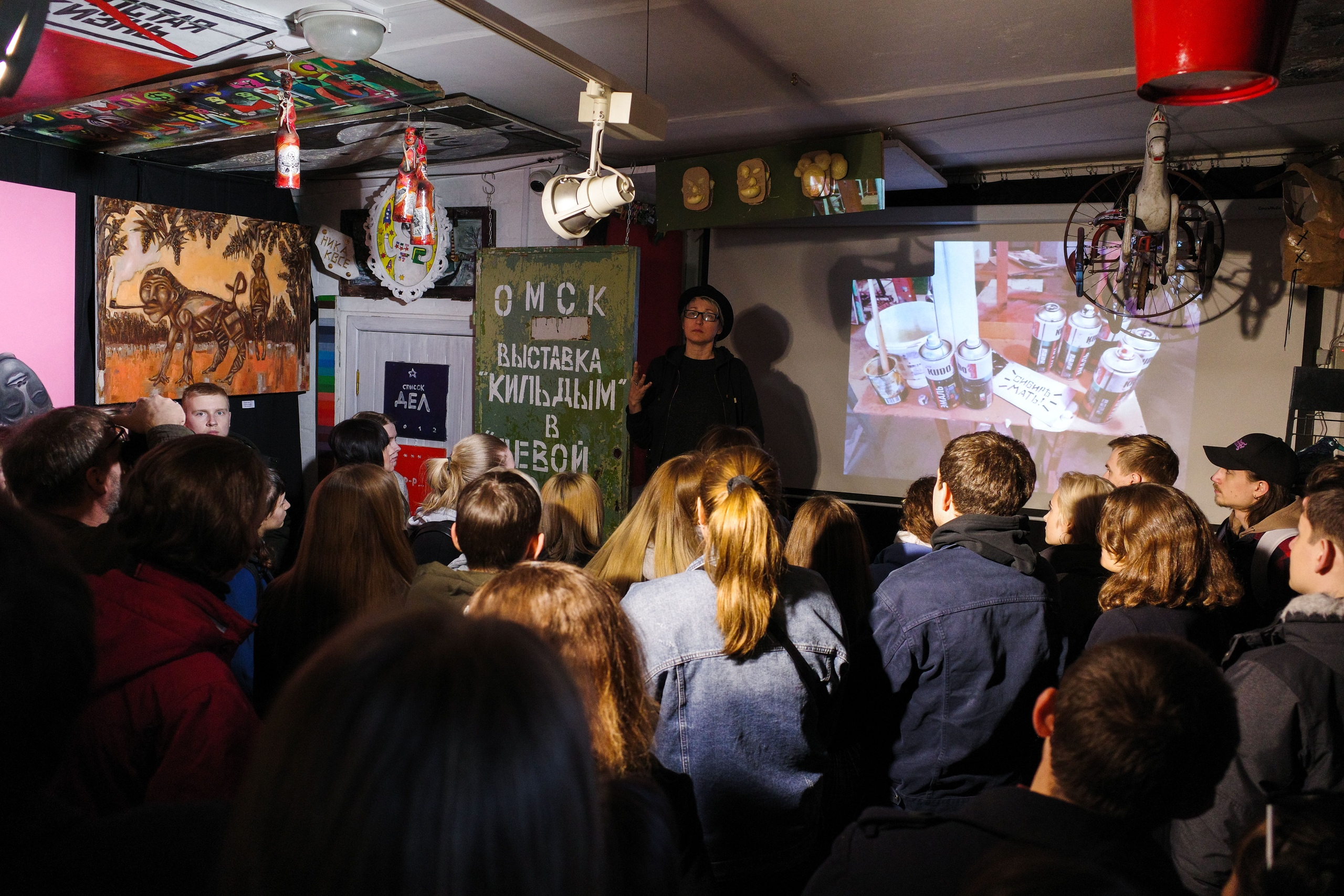
Открытие выставки "Кильдым" в галерее "Левая нога" (27 апреля 2019г.)

В 2018 году приняла участие в Международном передвижном симпозиуме «NEMOSKVA», посвященном проблемам современной культурной ситуации в регионах РФ.
С 2019 года член международного арт-сообщества художников, дизайнеров, галеристов и кураторов организованного Музеем современного искусства «Гараж» и интернет-ресурсом «Артгид».
В 2019 году Кира Вирже являлась членом экспертного совета проекта «Немосква» (Проект межрегионального взаимодействия в области современного искусства, разработанный ГЦСИ при поддержке Минкультуры России) в Омске.
В 2020 году приняла участие в коллективном проекте художников галереи Левая нога, представленном на Второй Триеннале российского современного искусства, проходившей в Музее современного искусства «Гараж» (Москва).

### В дизайне
В период обучения в Омском технологическом институте бытового обслуживания начала создавать авангардные модели одежды, которые активно продавала артистам эстрады для использования в качестве концертных костюмов. В 1987 году костюм, разработанный и сшитый К.Н. Вирже использовала Лайма Вайкуле в эстрадном вокальном номере с песней «Чарли».
После окончания ВУЗа в 1988г. открыла в Омске компанию по моделированию и изготовлению одежды из текстиля и трикотажа, функционировавшую в форме кооператива, специализирующуюся на изготовлении прогрессивных моделей одежды, разработке и пошиве униформы для работников коммерческих организаций и развлекательных заведений, костюмов для театральных спектаклей, концертных выступлений и рекламных акций. В компании она фактически являлась руководителем и дизайнером.

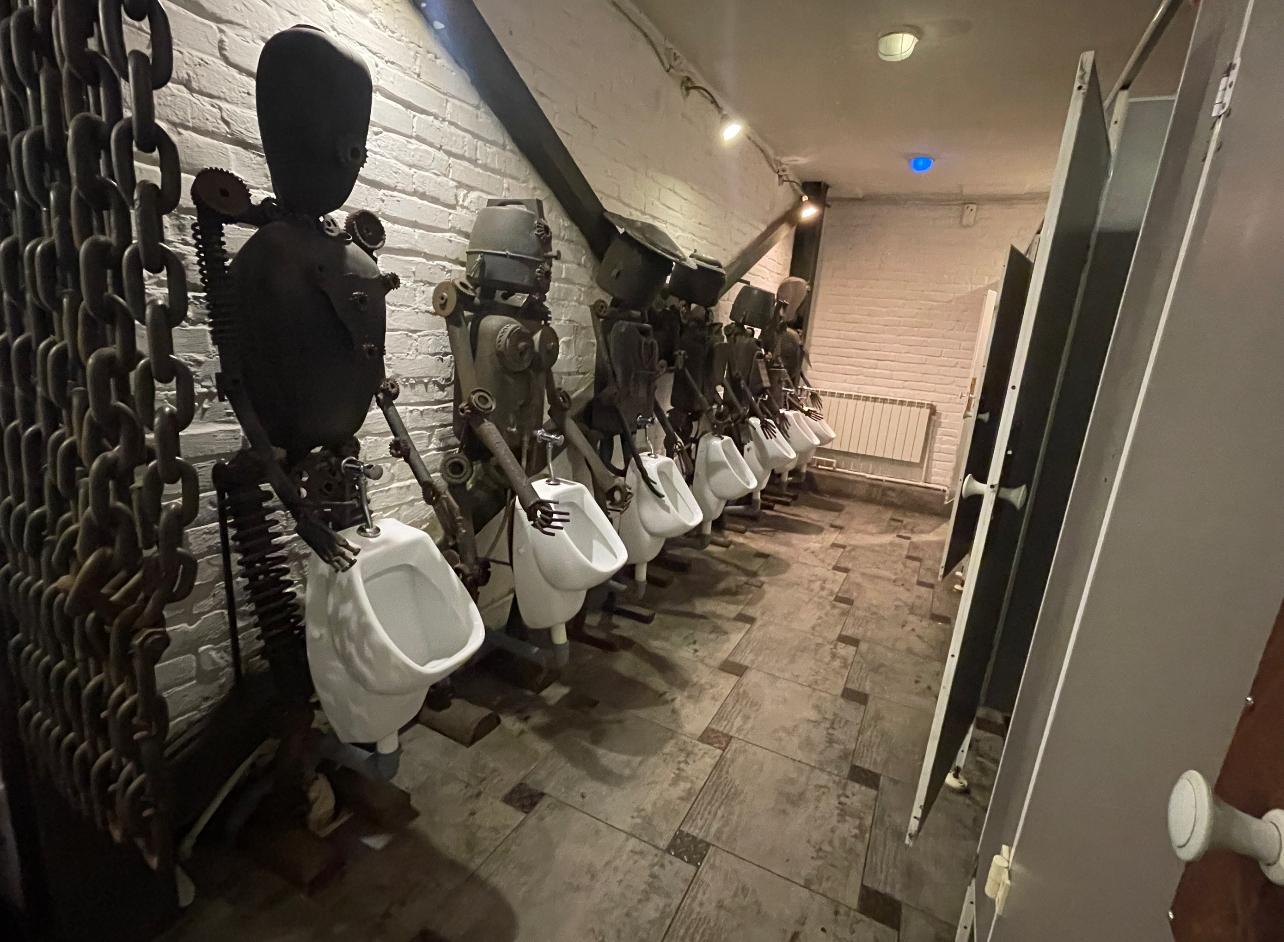
Дизайн ночного клуба "Ангар" в г.Омск, 2012г.

Начиная с 2004 года, совместно Димой Вирже развивает собственный коммерческий проект «Дизайн-студия «Вирже» в сфере дизайна интерьера, специализирующийся на проектировании и дизайне интерьеров и экстерьеров нежилых помещений и общественных пространств. Студия реализовала несколько десятков проектов по оформлению различных заведений в сфере развлечений и общественного питания, в частности ночной клуб «ANGAR», ресто-бар «ПИТЕР&pan», рестораны «Mishkin&Mishkin», «Pinzeria by Bontempi» др.
Коммерческую деятельность в области дизайна К. Вирже рассматривает в контексте основной деятельности в области искусства и творчества, для себя их чётко не разграничивая: 
Искусство встречается с бизнесом в точке, которая называется дизайн. 
В 2019 году выступила в качестве художника-декоратора и художника по костюмам в театральной постановке театра «Центр Современной Драматургии ОМСК»: «Бесы» по одноимённому роману Ф.М.Достоевского).
В 2019-2021г.г. участвовала в съемках короткометражного фильма «Новая мама», (режиссер Александр Кузовков), как дизайнер и актриса эпизодической роли. В последствии, фильм завоевал несколько наград на российских и международных кинофестивалях, в частности «FFTG Awards» (Нью-Йорк, США), «SHORT to the Point» (Румыния), «KONIK Film Festival» (Россия).